# František Bílý
František Bílý (8. listopadu 1854, Brno – 17. října 1920, Praha) byl český středoškolský profesor, literární historik a kritik. Zabýval se uměleckou výchovou a zdokonalováním výuky mateřského jazyka. Byl autorem učebnic češtiny a němčiny, sestavoval čítanky a antologie. Redigoval Věstník českých profesorů. Upravil k vydání díla Františka Ladislava Čelakovského a Jana Amose Komenského. Byl členem národních a vzdělávacích spolků.

## Život
Absolvoval české gymnázium v Brně a filosofickou fakultu v Praze, obor český a německý jazyk. Pracoval nejprve jako suplent první české reálky v Praze, poté v letech 1879–88 jako profesor c. k. středních škol v Přerově, odkud se vrátil na pražskou reálku. Roku 1898 byl jmenován ředitelem c. k. reálky na Žižkově. V roce 1903 se stal členem zemské školní rady Království českého.
Byl rovněž zemským školním inspektorem, členem České akademie věd a umění a Královské české společnosti nauk, předsedou Umělecké besedy a čestným členem Moravsko-slezské besedy. Věnoval se zdokonalování výuky mateřského jazyka, umělecké výchově a prohlubování smyslu pro krásu. Zasedal v komisi pro úpravy českého pravopisu.
Zemřel na zápal plic, pohřben byl na Olšanech.
Jeho zetěm byl profesor Václav Ertl.
V brněnských Stránicích nese jedna z ulic jeho jméno.

## Dílo
Zabýval se především literární historií a kritikou. Články na toto téma uveřejňoval v pražských a moravských časopisech. Vystupoval také pod pseudonymy Amicus Plato, František Drobný, Ypsilon, Nezabudov a Pravdomil Trpký.
Věnoval se tvorbě učebnic, sestavoval čítanky a výbory básní. Soustředil se také na odkaz Františka Ladislava Čelakovského (životopisné studie) a Jana Amose Komenského (zejména upravené vydání Labyrintu světa).
Knižně vydal:
- J. A. Komenského Labyrint světa a ráj srdce (1887, 1920)
- Františka Ladislava Čelakovského Růže stolistá : báseň a pravda (1888, 1894) s rozborem
- Patery knihy plodů básnických : výbor z novověké poesie české (1892)
- Úvod do jazyka německého rozborem a nápodobou (1892 s reedicemi), spoluautor: Julius Roth
- Malá poetika (1894 s několika reedicemi), učebnice pro střední školy, spoluautoři: František Bartoš a Leander Čech
- Františka Ladislava Čelakovského Ohlas písní českých (1896)
- Od kolébky našeho obrození (1904), sborník šesti literárně-historických studií vydaných dříve v časopisech[3]
- Lidová čítanka moravská (1907)
- Německá čítanka a mluvnická cvičebnice pro třídu čtvrtou škol středních (1907 a 1920), spoluautor: Julius Roth
- Vincenc Brandl a František Bartoš (1907), vzpomínka na moravského archiváře a etnografa
- Korrespondence a zápisky Frant. Ladislava Čelakovského (1907–10)
- Jan Amos Komenský (1911)
- Příspěvky k praktické poetice (1915)
- Ilustrovaný průvodce po Slovensku (1920)

Redigoval Věstník českých profesorů, odborný časopis zaměřený na pedagogiku a didaktiku středního školství, a edici Česká knihovna zábavy a poučení, sbírku spisů vhodných pro studenty středních škol. Přispíval do Ottova slovníku naučného.
Přispěl do stěžejní knihy českého skautingu Základy junáctví; jeho zakladateli A. B. Svojsíkovi navrhl pro české skauty podle černohorského vzoru název junáci.